# Déplacement virtuel

Force de contrainte C et déplacement virtuel δr pour une particule de masse m confinée dans une courbe. La force non contraignante résultante est N. Les composantes du déplacement virtuel sont liées par une équation de contrainte.

En mécanique lagrangienne, un déplacement virtuel est un déplacement théorique d'un système physique qui est atemporel, infinitésimal, ne respecte pas obligatoirement les forces appliquées au système, mais respecte ses contraintes holonomes.
Respecter les contraintes signifie que si la position {\displaystyle \ \lbrace {q_{1}},{q_{2}},...,{q_{n}},t\rbrace } est réaliste (est conforme aux hypothèses) pour le système, alors la position {\displaystyle \ \lbrace {q_{1}+\delta q_{1}},{q_{2}+\delta q_{2}},...,{q_{n}+\delta q_{n}},t\rbrace } aussi.
Dans le cas d'une contrainte holonome on a donc {\displaystyle \ f(q_{1},q_{2},...,q_{n},t)=0} et {\displaystyle \ f\left(q_{1}+\delta q_{1},q_{2}+\delta q_{2},...,q_{n}+\delta q_{n},t\right)=0}, d'où, au premier ordre, {\displaystyle \sum _{i=1}^{n}{\frac {\partial f}{\partial q_{i}}}.\delta q_{i}=0}, ce qui est une contrainte entre les {\displaystyle \ \delta q_{j}}. On peut justifier que le vecteur {\displaystyle \left({\frac {\partial f}{\partial q_{i}}}\right)_{i}} est proportionnel à la force de contrainte généralisée associée, le coefficient de proportionnalité étant nommé multiplicateur de Lagrange.
Avec le principe de D’Alembert, les déplacements virtuels permettent de ne tenir compte, dans les équations, que des forces appliquées au système et d'éliminer celles dues aux contraintes. Toutefois, dans certains cas, il est préférable de tenir compte de ces dernières en utilisant les multiplicateurs de Lagrange.
En termes mathématiques, un déplacement virtuel est un vecteur tangent à la variété, imposée par les contraintes, dans laquelle évolue le système au cours du temps. Si le système est décrit par N vecteurs positions de l'espace physique, cette variété est plongée dans {\displaystyle \ \mathbb {R} ^{3N}}, si le système est décrit par n coordonnées généralisées, alors cette variété est plongée dans {\displaystyle \ \mathbb {R} ^{n}}.
Si les coordonnées sont données par N vecteurs {\displaystyle \ {\vec {r}}_{i}}, un déplacement infinitésimal est noté {\displaystyle \left(d{\vec {r}}_{i}\right)_{i=1,...,N}} et nécessite un temps infinitésimal {\displaystyle \ dt}. Un déplacement virtuel est noté {\displaystyle \left(\delta {\vec {r}}_{i}\right)_{i=1,...,N}} et nécessite un temps nul.
Si les coordonnées sont données par n coordonnées généralisées {\displaystyle \ \lbrace {q_{1}},{q_{2}},...,{q_{n}}\rbrace }, un déplacement infinitésimal est noté {\displaystyle \left(dq_{j}\right)_{j=1,...,n}} et nécessite un temps infinitésimal {\displaystyle \ dt}, et on a {\displaystyle \ d{\vec {r}}_{i}=\sum _{j=1}^{n}{\frac {\partial {\vec {r}}_{i}}{\partial q_{j}}}.dq_{j}~+{\frac {\partial {\vec {r}}_{i}}{\partial t}}.dt}. Un déplacement virtuel est noté {\displaystyle \left(\delta q_{j}\right)_{i=1,...,N}} et nécessite un temps nul, et on a {\displaystyle \ \delta {\vec {r}}_{i}=\sum _{j=1}^{n}{\frac {\partial {\vec {r}}_{i}}{\partial q_{j}}}.\delta q_{j}}.
Le travail d'un déplacement virtuel est lui aussi virtuel.